# مئذنة باغ قوشخانة
مئذنة باغ‌ قوشخانة (بالفارسية: مناره باغ‌قوشخانه) هي مئذنة تاريخية تعود إلى عصر الدولة الإلخانية، وتقع في أصفهان.